# Salix brachycarpa
Salix brachycarpa là một loài thực vật có hoa trong họ Liễu. Loài này được Nutt. miêu tả khoa học đầu tiên năm 1842.